# San Marino
|  | Aquest article tracta sobre el país. Vegeu-ne altres significats a «San Marino (Califòrnia)». |

La República de San Marino (Repubblica di San Marino o San Marino en italià) és la república més petita i antiga d'Europa i un dels estats més petits del món. Està completament envoltada per la República Italiana.
La ciutat de San Marino és la capital judicial i administrativa d'aquest petit estat independent, situat al nord-est de la península Itàlica. San Marino té una població total de 32.471 habitants, 4.214 dels quals viuen a la capital. El municipi més poblat n'és Serravalle, amb 10.571 habitants, i inclou la població de fet més gran, la frazione de Dogana. La part més alta d'aquest petit estat és el mont Titano, amb una alçada total de 740 m. L'idioma oficial n'és l'italià, però cal dir que, a San Marino, la llengua autòctona és l'emilià-romanyol. El Parlament de la República és escollit pels ciutadans cada cinc anys. Un cop elegit el Parlament, serà aquest el que triarà els dos capitans regents per un període de sis mesos. Aquests dos capitans regents més el Consell de ministres formen el poder executiu de l'estat. En canvi, el poder judicial està format pel Consell Gran i General.

## Geografia

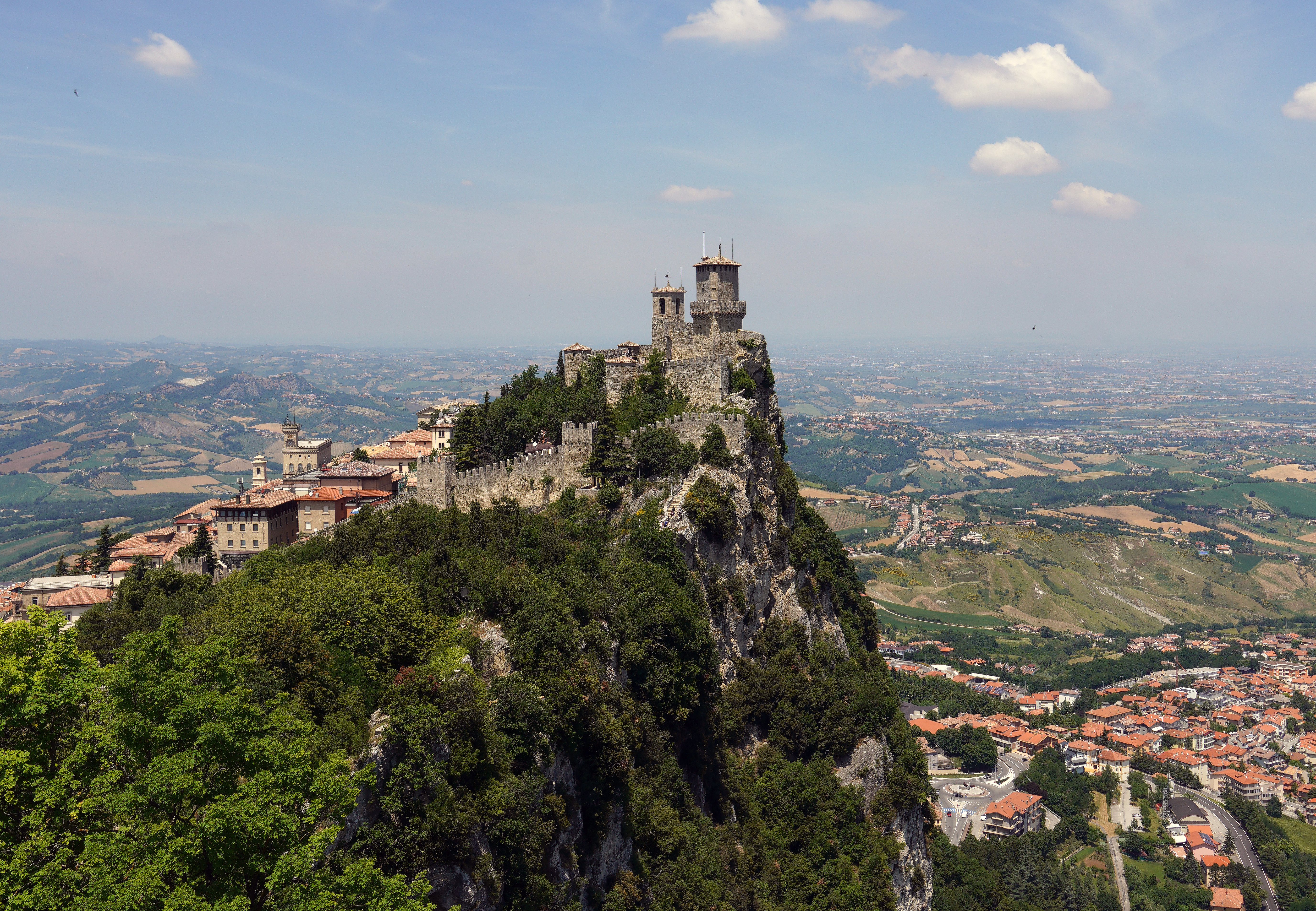
La fortalesa de’‘Guaita al Mont Titano

San Marino és un enclavament envoltat per Itàlia al sud d'Europa, a la frontera entre les regions d’Emília-Romanya i les Marques i a uns 10 km de la costa adriàtica a Rímini. La seva topografia muntanyosa, sense un sòl naturalment pla substancial, forma part de la serralada dels Apenins. El punt més alt del país, el cim del Monte Titano, és 749 m sobre el nivell del mar; el més baix, el riu Ausa (que acaba a la Marecchia), és de 55 m. San Marino no té masses d'aigua tranquil·les o contingudes de cap mida significativa.
És un dels tres únics països del món a estar completament tancat per un altre país (els altres són la Ciutat del Vaticà, també tancada per Itàlia, i Lesotho, tancada per Sud-àfrica). És el tercer país més petit d'Europa, després de la Ciutat del Vaticà i Mònaco, i el cinquè país més petit del món.
L'ecoregió terrestre dels boscos escleròfils i semi-caducifolis italians es troba dins del territori de San Marino. El país tenia una puntuació mitjana de 0,01/10 de l'índex d'integritat del paisatge forestal el 2019, el que el va classificar com a darrer a nivell mundial de 172 països.

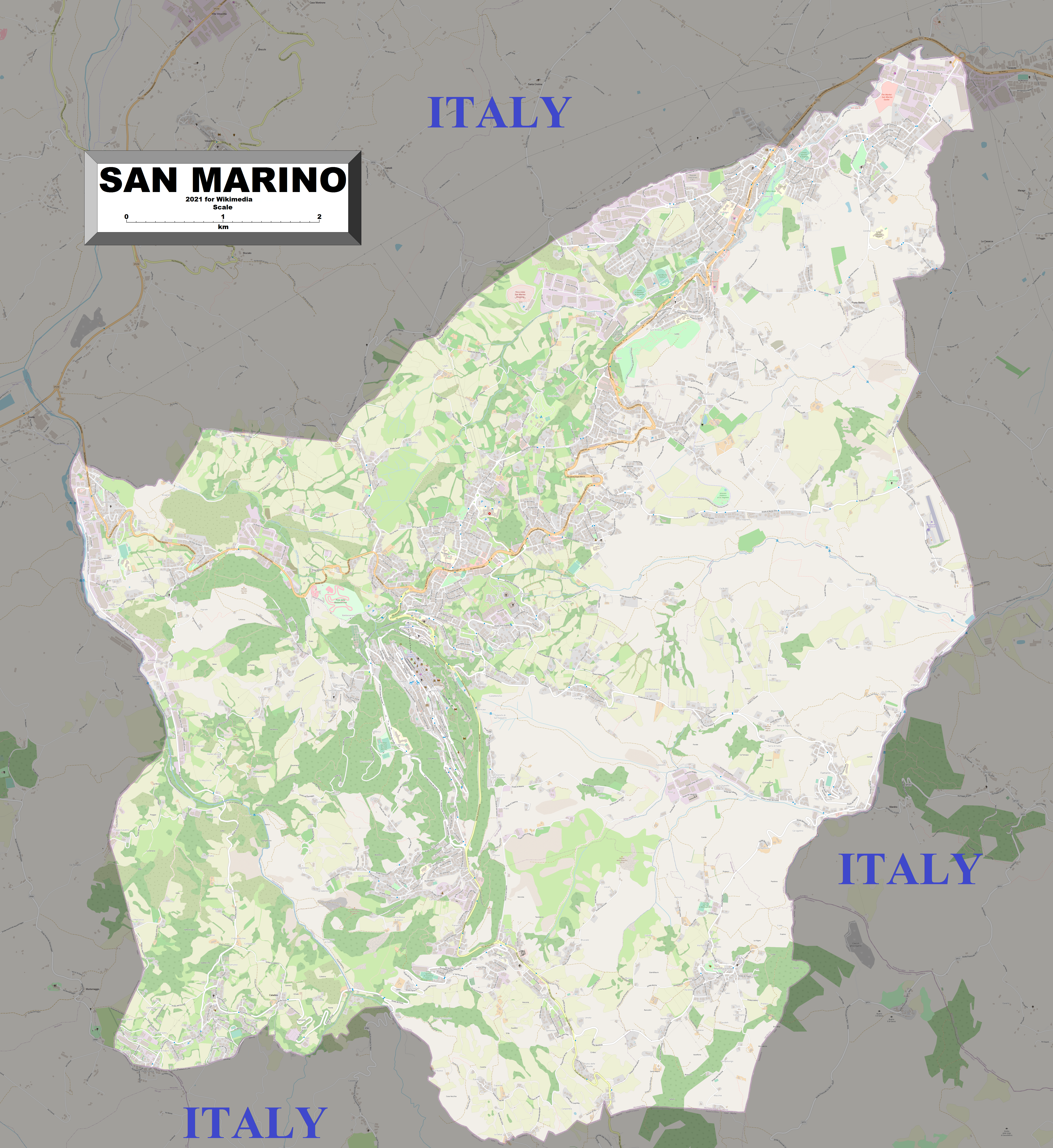
Mapa ampliat i detallat de San Marino

### Clima
San Marino té un clima subtropical humit (classificació climàtica de Köppen:Cfa), amb algunes influències continentals. Té estius càlids a calorosos i hiverns frescos, típics de les zones interiors de la península italiana central. Les precipitacions estan disperses durant tot l'any sense un mes sec real. Les nevades són freqüents i pesades gairebé cada hivern, especialment per sobre de 400-500 m d'elevació.

## Població

### Demografia
| 1960   | 1961   | 1962   | 1963   | 1964   | 1965   | 1966   | 1967   | 1968   | 1969   | 1970   | 1971   | 1972   | 1973   | 1974   | 1975   | 1976   | 1977   | 1978   | 1979   | 1980   | 1981   | 1982   | 1983   | 1984   | 1985   | 1986   | 1987   | 1988   | 1989   | 1990   | 1991   | 1992   | 1993   | 1994   | 1995   | 1996   | 1997   | 1998   | 1999   | 2000   | 2001   | 2002   | 2003   | 2004   | 2005   | 2006   | 2007   | 2008   | 2009   | 2010   | 2011   | 2012   | 2013   | 2014   | 2017   | agost 2020 | 2021   |
| 15.393 | 15.787 | 16.197 | 16.616 | 17.033 | 17.440 | 17.839 | 18.228 | 18.588 | 18.895 | 19.136 | 19.299 | 19.394 | 19.464 | 19.563 | 19.732 | 19.986 | 20.311 | 20.681 | 21.053 | 21.397 | 21.706 | 21.989 | 22.255 | 22.514 | 22.776 | 23.041 | 23.304 | 23.571 | 23.847 | 24.135 | 24.441 | 24.766 | 25.093 | 25.402 | 25.680 | 25.914 | 26.114 | 26.321 | 26.594 | 26.969 | 27.467 | 28.064 | 28.700 | 29.290 | 29.775 | 30.130 | 30.377 | 30.549 | 30.698 | 30.861 | 30.938 | 31.172 | 31.391 | 31.595 | 33.400 | 33.607     | 33.600 |

San Marino té una població d'aproximadament 33.000 habitants, amb 4.800 residents estrangers, la majoria dels quals són ciutadans italians. Altres 12.000 samarinesos viuen a l'estranger (5.700 a Itàlia, 3.000 als EUA, 1.900 a França i 1.600 a l'Argentina).
El primer cens des de 1976 es va fer l'any 2010. Els resultats s'esperaven a finals de 2011; tanmateix, el 13% de les famílies no van retornar els seus impresos.
La llengua principal que es parla és l'italià; El romagnol també es parla molt.

### Persones notables
- Giovanni Battista Belluzzi (1506 a San Marino – 1554), arquitecte
- Francesco Maria Marini (1630 a Gènova – 1700), compositor, dramaturg i arquebisbe catòlic
- Antonio Onofri (1759–1825), estadista, "Pare de la seva Patria".
- Little Tony (1941 a Tivoli – 2013), músic de pop i rock
- Pasquale Valentini (nascut el 1953 a San Marino), polític que ha ocupat diversos càrrecs ministerials
- Massimo Bonini (nascut el 1959 a San Marino), futbolista que va jugar a la Juventus
- Marco Macina (nascut el 1964 a San Marino), futbolista que va jugar al Bologna FC, Parma, Reggiana i AC Milan.
- Valentina Monetta (nascuda el 1975 a San Marino), cantant que va representar a San Marino quatre vegades al Festival d'Eurovisió.
- Manuel Poggiali (nascut el 1983 a San Marino), campió del món de carreres de motocicletes de Gran Premi
- Alex de Angelis (nascut el 1984 a Rímini), corredor de motos de carretera del Gran Premi
- Alessandra Perilli (nascuda el 1988 a Rímini), medallista olímpica de plata i bronze de tir i primera ciutadana de San Marino a guanyar una medalla (Tòquio 2020)
- Gian Marco Berti (nascut el 1982 a San Marino), medalla de plata olímpica de tir i segon ciutadà de San Marino a guanyar una medalla (Tòquio 2020)
- Myles Nazem Amine (nascut el 1996 a Dearborn, Michigan), el 2020 86 Medalla de bronze olímpica de lluita lliure en kg i tercer ciutadà de San Marino a guanyar una medalla (Tòquio 2020)

### Religió

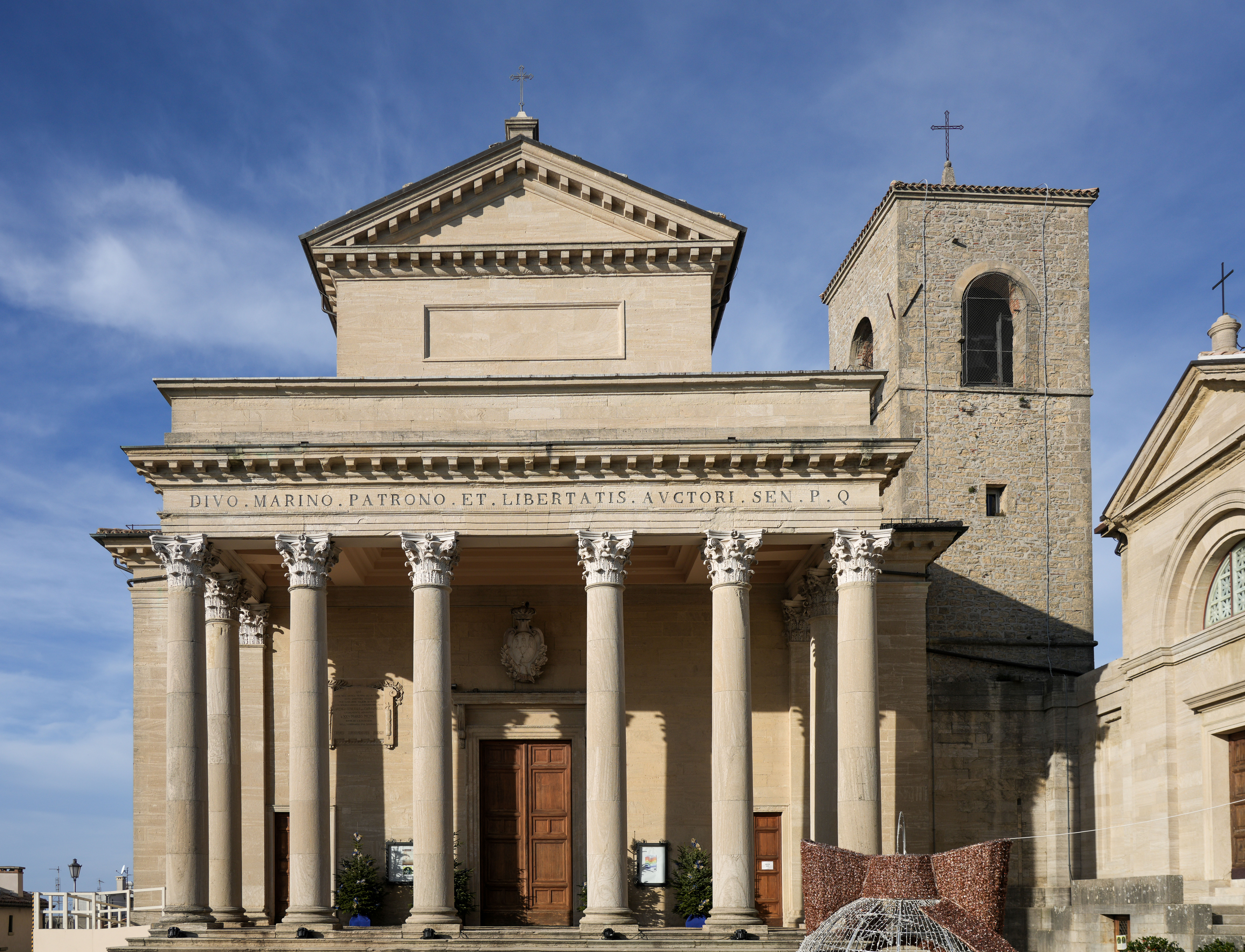
Catedral de San Marino

San Marino és un estat predominantment catòlic, encara que el catolicisme no és una religió establerta. Més del 48,4% de la població professa la fe catòlica, i aproximadament la meitat d'aquestes assisteixen regularment a l'església. No hi ha cap seu episcopal a San Marino, encara que el seu nom forma part de l'actual títol diocesà. Històricament, les diverses parròquies de San Marino estaven dividides entre dues diòcesis italianes, majoritàriament a la diòcesi de Montefeltro, i en part a la diòcesi de Rímini. El 1977, la frontera entre Montefeltro i Rímini es va reajustar de manera que tot San Marino entrava dins la diòcesi de Montefeltro. El bisbe de Montefeltro-San Marino resideix a Pennabilli, a la província italiana de Pesaro i Urbino. L'alta majoria catòlica romana del país es remunta principalment a la fundació del país, quan Sant Marí va establir la primera fortalesa per protegir els cristians de la persecució romana. La cultura del petit estat s'ha mantingut principalment catòlica des d'aleshores.
Hi ha una disposició a la normativa de l'impost sobre la renda que els contribuents tenen dret a sol·licitar la destinació del 0,3% del seu impost sobre la renda a l'Església catòlica o a organitzacions benèfiques.
La diòcesi de San Marino-Montefeltro va ser fins al 1977 la històrica diòcesi de Montefeltro. És sufragània de l'arxidiòcesi metropolitana de Ravenna-Cervia. La diòcesi inclou totes les parròquies de San Marino. La primera menció de Montefeltro, com a Mona Feretri, es troba en els diplomes pels quals Carlemany va confirmar la donació de Pipí. El primer bisbe conegut de Montefeltro va ser Agatho (826), la residència del qual era a San Leo. Sota el bisbe Flaminios Dondi (1724) la seu va tornar a ser traslladada a San Leo, però més tard va tornar a Pennabilli. La diòcesi històrica era sufragània de l'arxidiòcesi d'Urbino. Des de 1988, hi ha formalment una nunciatura apostòlica a la república, però és atribuïda al nunci a Itàlia.
Altres religions inclouen l'església valdesa i els testimonis de Jehovà. Hi ha presència jueva a San Marino des de fa almenys 600 anys. La primera menció dels jueus a San Marino data de finals del segle xiv, en documents oficials que registren les transaccions comercials dels jueus. Hi ha molts documents al llarg dels segles XV al XVII que descriuen tractes jueus i comproven la presència d'una comunitat jueva a San Marino. El govern va permetre als jueus protecció oficial.
Durant la Segona Guerra Mundial, San Marino va proporcionar un refugi per a més de 100.000 jueus i altres italians (aproximadament 10 vegades la població samarinesa de l'època) de la persecució nazi. El 2012 , quedaven pocs jueus.
El 2019 es va inaugurar l'escultura Diàleg de Michele Chiaruzzi a la capella de Santa Anna, el primer monument d'aquest tipus dedicat al diàleg interreligiós.

## Subdivisió administrativa

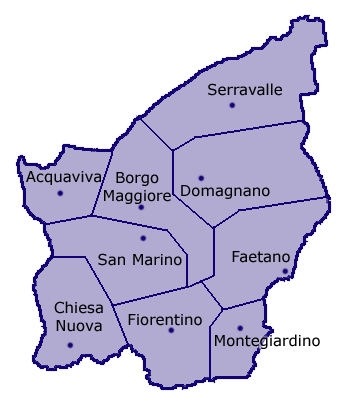
Divisió administrativa de San Marino

San Marino se subdivideix en 9 castelli:
| - Acquaviva - Borgo Maggiore - Chiesanuova - Montegiardino - Domagnano | - Faetano - Fiorentino - San Marino - Serravalle |

## Economia
Malgrat que la república no és un membre oficial de la zona euro, se li va permetre usar l'euro com a moneda nacional en virtut d'acords amb el Consell de la Unió Europea, i el país pot estampar-ne el seu propi disseny nacional a la cara corresponent. Abans de l'euro, la moneda era la lira sanmarinesa, que era intercanviable amb la italiana. Tant la lira com l'euro del país, en ser emesos en petit nombre, són molt cotitzats en el mercat dels col·leccionistes.
El turisme en representa més del 50% del PIB, més de tres milions de visitants el 1997. També són importants la banca, l'electrònica i la ceràmica. Els principals productes agrícoles en són el vi i el formatge.
Des del 1997, el nivell de vida del país s'ha anat incrementant per sobre de l'italià a causa d'un incipient creixement econòmic del sector financer.

## Història

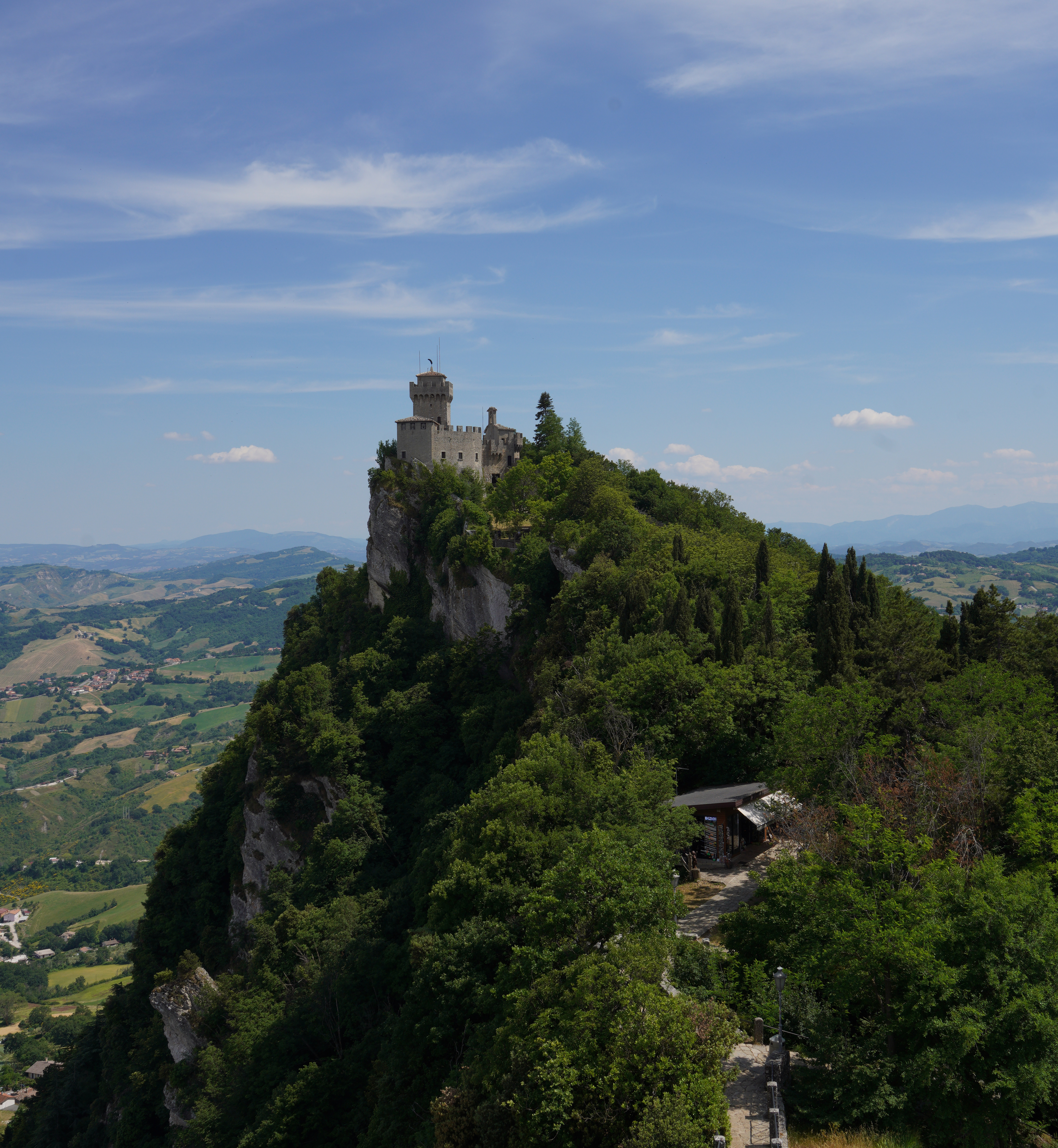
Castell de la Cesta o Fratta

San Marino, el tercer estat més petit del món, també és la república més antiga. D'acord amb la tradició, va ser fundat l'any 301 quan un picapedrer cristià anomenat Marí el Diaca va deixar l'illa de Rab per escapar de la política anticristiana de l'emperador romà Dioclecià. Marí es va amagar al cim del mont Titano, el més alt dels set que té San Marino i hi va fundar una petita comunitat cristiana. La propietària del terreny, una compassiva dona de Rímini, els va deixar en herència el territori.
El que està demostrat és que el lloc ha estat habitat des de temps prehistòrics, encara que l'existència documentada de la república comenci al segle x. En memòria del picapedrer la zona es va anomenar Territori de San Marino, després "Comunitat de San Marino", fins que se li va donar el nom oficial: "República de San Marino".
En temps dels llombards, San Marino estava enquadrat en el ducat de Spoleto.
El govern estava compost per una assemblea anomenada Arengo, composta per tots els caps de família. El 1243, s'hi va establir la figura dels capitans regents (Capitani Reggenti) per actuar com a caps d'estat. Les primeres lleis daten de 1263. El Vaticà, amb el seu papa Nicolau IV al capdavant, va reconèixer la independència de San Marino el 1291.
El territori de la república consistia únicament en la muntanya de Titano fins que s'alià amb Federico da Montefeltro i Pius II contra Sigismondo Pandolfo Malatesta, senyor de Rímini per recuperar les terres de la Marca d'Ancona de què s'havia apoderat. Amb la victòria de la coalició a la batalla del Cesano el Pius II va cedir a San Marino les ciutats de Fiorentino, Montegiardino i Serravalle, i aquell mateix any la ciutat de Faetano es va unir a la república per la seva pròpia voluntat. Des de llavors, la superfície de la república ha romàs invariable.
San Marino va redactar una constitució el 8 d'octubre de 1600.

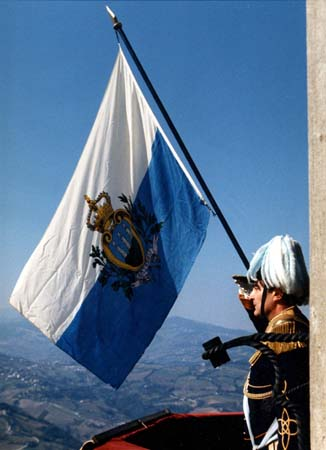
Un guàrdia del Consell Gran i General (Consiglio Grande e Generale) saludant la bandera de San Marino

La "Sereníssima República" ha estat ocupada militarment tres vegades en tota la seva història, tot i que durant breu temps:
- El 1503, Cèsar Borja va ocupar la república fins poc abans de morir uns mesos després.
- El 1739, el cardenal Alberoni va tornar a envair el petit estat, però la desobediència civil i les protestes davant del papa Climent XII per obtenir justícia van donar resultat.
- L'última ocupació del país va ocórrer el 1944. San Marino era neutral en la Segona Guerra Mundial, però la Wehrmacht (l'exèrcit alemany) el va ocupar durant la seva retirada i aquesta ocupació va ser seguida per la dels aliats, que només hi van romandre unes setmanes.

L'estat va ser reconegut per Napoleó el 1797 i també en el Congrés de Viena el 1815. A causa de la unificació d'Itàlia, la independència de San Marino va haver de segellar-se amb un tractat el 1862 amb l'emergent Regne d'Itàlia, que va ser revisat i ratificat el 1939 i el 1971.
San Marino és l'única ciutat estat medieval que encara sobreviu en el si de la península Itàlica. Com Andorra, Liechtenstein i Mònaco, sembla un anacronisme de temps medievals, quan la jurisdicció d'una ciutat no anava més enllà de l'abast de les armes que es podien disparar des de les muralles. Juntament amb el Vaticà, és l'únic país europeu rodejat completament per un altre.
Des de 1945 fins al 1957, San Marino va ser governat per una coalició d'esquerres encapçalada pels comunistes. Una altra coalició, aquesta vegada entre democratacristians i socialdemòcrates, va detenir el govern des del 1957 fins al 1973.
D'aquí vindria un temps de governs de curta durada fins al 1978, quan els comunistes recuperaren el poder. A causa d'un escàndol financer, però, van caure del govern, tot i que el van recuperar amb una aliança amb els democratacristians el 1993 i altre cop el 1998.
San Marino va ingressar al Consell d'Europa com a membre de ple dret el 1988, i va presidir l'organització en la primera meitat de l'any 1990. A més, es va convertir en membre de l'ONU el 1992, i va adoptar l'euro el 2001 com a moneda nacional, tot i no pertànyer a la Unió Europea.
Aquest país, amb la finalitat de disminuir la seva dependència de la República d'Itàlia, ha anat signant una sèrie d'acords amb Suïssa en els camps polític, econòmic i social. Aquesta aliança ha obert el camí a un nou tipus de relacions diplomàtiques, pioneres en el segle xxi, però que recorden, vagament, les relacions internacionals de l'època medieval.